# Theodor Diener
Theodor O. Diener (Zürich, 28 februari 1921 – Beltsville (Maryland), 28 maart 2023) was een Zwitserse-Amerikaanse plantkundige die bekend werd als de ontdekker van de viroïden. In 1971 toonde hij aan dat de veroorzaker van een aardappelziekte Aardappelspindelknolviroïde (PSTVd) was. 